# Niukja
|  | No s'ha de confondre amb Riu Niukja. |

Niukja (en rus: Нюкжа) és un poble de l'óblast de l'Amur, a Rússia, que el 2018 no tenia cap habitant, pertany al districte de Magdagatxi.